# Marea Sarmatică - Marea Neagră
Marea Sarmatică - Marea Neagră este un film românesc din 1966 regizat de Ion Bostan.